# Geneviève Jurgensen
 (décembre 2018).
Pour les articles homonymes, voir Jurgensen.
Geneviève Jurgensen, née le 10 novembre 1946 à Paris 14e, est une journaliste et écrivain française. Elle participe en 1983  à la création de la Ligue contre la violence routière dont elle est la première présidente (1983 à 1994), puis la porte parole (2002 à 2008).

## Biographie
Geneviève Jurgensen est la fille de la romancière Andrée Martinerie. Élève des lycées Jean-de-La-Fontaine, Molière puis Janson-de-Sailly, orthophoniste diplômée en France, elle travaille à l'université de Chicago de 1970 à 1972, en tant que thérapeute à l'École orthogénique (Sonia Shankman Orthogenic School) dirigée par le psychanalyste austro-américain Bruno Bettelheim.
Après son retour en France, elle exerce à nouveau l'orthophonie dans les équipes de René Misès puis de Serge Lebovici et René Diatkine, tout en publiant ses premiers livres et en signant une chronique régulière dans le magazine Elle. Elle participe à la fondation du magazine Alma, puis elle rejoint la rédaction de La Croix 1993-1998) avant d'être nommée directrice littéraire aux éditions Bayard (1998-2006). Elle y publie notamment Anna Colin Lebedev, Avi Primor, Philippe Pozzo di Borgo, Claude Got, David Dufresne, Laurence Lacour, et un ouvrage dirigé par Jacqueline de Romilly et Jean-Pierre Vernant.
Depuis 1995, elle tient une chronique hebdomadaire dans le quotidien La Croix.
En 2006, elle est nommée directrice de la rédaction du mensuel Notre temps, puis également rédactrice en chef, poste qu'elle occupe jusqu'en décembre 2012.
Auditeur de l'IHESI (Institut des hautes études de la sécurité intérieure, devenu INHES puis IHEMI), elle a été membre du conseil d'administration de la fondation d'entreprise Eiffage (2008 à 2023).
De 2014 à 2022, elle a été vice-présidente de l'association Prévention Routière .

## Ligue contre la violence routière
Le 30 avril 1980, ses filles Élise et Mathilde, âgées de 4 et 7 ans, meurent dans un accident de la circulation,. Geneviève Jurgensen participe à la création de  la Ligue contre la violence routière en mai 1983, qui devient un acteur de poids dans ce domaine. Elle en est la première présidente 1983-1994 puis la porte-parole 2002-2008. À ce titre, elle reçoit en 2003 les insignes de chevalier de la légion d'honneur et figure parmi les « European Heroes » retenus par la rédaction du magazine Time en 2005.

## Publications

### Littérature générale
- Geneviève Jurgensen, La Folie des autres, Robert Laffont, 1973, 319 p. (ISBN 978-2221002278).
- Geneviève Jurgensen, A peine un désordre, France Loisirs, 1982, 185 p. (ISBN 978-2724212303).
- Geneviève Jurgensen, La chevelure De La Nuit, Robert Laffont, 1983, 264 p. (ISBN 978-2-221-00993-2).
- Geneviève Jurgensen, La Disparition, Calmann-Lévy, 1994, 188 p. (ISBN 978-2702123034).
- Geneviève Jurgensen, Peut-on se remettre d'un malheur ?, Editions de l'Atelier, 2004, 96 p. (ISBN 978-2708237261, lire en ligne).
- Geneviève Jurgensen, Avant l'avenir, Paris, Éditions Jean-Claude Lattès, 2017, 400 p. (ISBN 978-2709656726).

### Traduction
- Stephen Eliot (trad. Geneviève Jurgensen), La Métamorphose, 2002.

### Littérature jeunesse
- Geneviève Jurgensen, En attendant Noël, 1982.
- Geneviève Jurgensen, J'ai tout ce qu'il me faut, 1983.
- Geneviève Jurgensen, Debout Élise, 1983.
- Geneviève Jurgensen, J'aime les ballons, 1985.
- Geneviève Jurgensen, Les Souliers d'Élise, 1985.
- Geneviève Jurgensen et Andrée Martinerie, Dis-moi grand-mère, 1985.

## Distinctions
- Officier de la Légion d'Honneur
- Officier de l'ordre national du Mérite